# Shahidka
Shahidka (Russisk afledt af hunkøn for det arabiske shahid), martyr, eller "Sorte enker" er en betegnelse for tjetjenske kvindelige selvmordsterrorister bl.a. i terrorangrebet mod et teater i Moskva i oktober 2002 og terrormassakren på en skole i Beslan i september 2004. Sjamil Basajev omtalte selv sine shahidka som en del af hans enhed af selvmordsbombere som han kaldte for Riyadus Salihiin.
Udtrykket "Sorte enker" stammer fra, at mange af kvinderne er enker efter mænd dræbt under krigen i Tjetjenien og associationer til edderkoppen den sorte enke. I 2003 brugte den russiske journalist Julia Jusik udtrykket "Allahs hustruer" ("Невесты Аллаха"), for første gang om tjetjenske kvinder rekrutteret af Basajev og hans mænd. Udtrykket blev brugt igen i forbindelse med terrorangrebet i Beslan og som titel på et russisk NTV program kaldet "Hemmeligstemplet" (Совершенно секретно).

## Baggrund
Shahidka er fortrinsvis piger i alderen 15-19 år. Ifølge Julia Jusik bliver mange af pigerne solgt af deres forældre som shahidkas, mens andre er kidnappet eller snydt. Andre kommer fra islamitiske wahabitiske familier, som presser pigerne til at blive selvmordsterrorister. Kun en af ti piger ønsker selv at dø og vælger at blive shahidka ud fra egen overbevisning eller et ønske om hævn. Mange af pigerne er bearbejdet til selvmord ved narkotika og voldtægt. Adskillige af dem var gravide ved selvmordsangrebene. Pigerne får ingen våbentræning i forberedelse til angrebet. Mange bestemmer ikke engang selv hvornår de skal springe i luften, men sprænges ved fjernbetjening.

## Kendte shahidkaer
- Khava Barajeva: 1. juni 2000 sprængte sig i luften foran en militærbase i Tjetjenien (2 døde). Khava var første kendte eksempel på en shahidka.
- Medna Bayrokova: 23. oktober 2002 deltog i terrorangrebet mod et teater i Moskva (129 døde)
- Shakhida Baimuratova: 14. maj 2003 sprængte sig i luften under en fest uden for Grosnij (14+ døde)[4]
- Zulikhan Elikhadzhijeva: 5. juli 2003 sprængte sig ved en friluftskoncert uden for Moskva. (1 død)
- Zinaida Alijeva: 5. juli 2003 ved en friluftskoncert uden for Moskva. (16 døde)
- Amanta Nagajeva: 24. august 2004 sprængte et russisk indenrigspassagerfly i luften (43 døde)
- Satsita Dzhbirkhanova: 24. august 2004, sprængte russisk indenrigspassagerfly i luften (46 døde)
- Mairam Taburova: 1. september 2004 deltog i terrorangrebet i Beslan. (334 døde)
- Roza Nagajeva: 1. september 2004 deltog i terrorangrebet i Beslan. (334 døde)